# Ralph Jeffery
Ralph Jeffery (anglès: Ralph Lent Jeffery)  (Overton, Nova Scotia, 3 d'octubre de 1889 - Wolfville, Nova Scotia, 1975) va ser un matemàtic canadenc.

## Vida i Obra
Fill de pescadors, va deixar l'escola d'infant per treballar de pescador amb el seu pare. El 1910, amb 21 anys, va reprendre els estudis, completant l'ensenyament secundari el 1915. El 1916 es va casar amb Nellie Huntington Churchill, qui el va persuadir de continuar estudiant, cosa que va fer inicialment a la universitat d'Acadia, en la qual es va graduar en economia, i que va continuar a la universitat Cornell, amb una breu estança a la universitat Harvard, fins que es va doctorar en matemàtiques a Cornell el 1928.
Des del 1924 ja era el cap del departament de matemàtiques de la universitat d'Acadia, pero el 1942 la va deixar per la Queen's University de Kingston (Ontario), en la qual es va jubilar el 1960. Després de retirar-se va tornar a col·laborar amb la universitat d'Acadia en la que va estar donant algunes classes fins a la seva mort el 1975.